# Forever (Mariah Carey)
Forever è una canzone di Mariah Carey, tratta dall'album Daydream e scritta assieme a Walter Afanasieff.

## Descrizione
La canzone è una romantica ballata che parla una relazione che è finita, ma il fidanzato della protagonista rimarrà per sempre nella sua mente, e resterà per lei "l'unico".
La canzone viene considerata una delle ballate più emozionanti di Mariah Carey.

## Successo commerciale
"Forever" fu pubblicata negli Stati Uniti esclusivamente come singolo radiofonico, e in Europa solo in alcuni Paesi. A causa del regolamento di allora di Billboard, "Forever" non poteva entrare nella Hot 100. Tuttavia, la ballata entrò nella Adult Contemporary chart, arrivando alla posizione numero 2. In Canada la canzone arrivò alla numero 11 nel settembre 1996.

## Il Video
Il video di "Forever" è costituito dall'interpretazione live da parte di Mariah Carey al Tokyo Dome, in Giappone, durante il suo Daydream World Tour nel 1996. Sono intercalate immagini di Mariah in bianco e nero che arriva nella capitale giapponese e viene accolta dai fan, e scene della cantautrice che visita la città di Tokyo.

## Classifiche

### Classifiche settimanali
| Classifica (1996)                         | Posizione più alta |
| ----------------------------------------- | ------------------ |
| Canada                                    | 11                 |
| Nuova Zelanda                             | 40                 |
| Paesi Bassi                               | 47                 |
| Stati Uniti Hot 100 Airplay               | 9                  |
| Stati Uniti Hot Adult Contemporary Tracks | 2                  |

### Classifiche di fine anno
| Paese (1996) | Posizione |
| ------------ | --------- |
| Canada       | 98        |